# Henri Cazalet
Pour les articles homonymes, voir Cazalet.
Henri Cazalet, né le 11 janvier 1886 à Lavardac (Lot-et-Garonne) et mort le 9 avril 1944 à Bègles (Gironde), est un homme politique français.

## Biographie
Employé des chemins de fer du Midi et militant socialiste, il est adjoint au maire de Bègles et conseiller d'arrondissement. Il est député de la Gironde de 1932 à 1936, inscrit au groupe socialiste.
Il est élu maire de Bègles en 1932.

## Sources
- « Henri Cazalet », dans le Dictionnaire des parlementaires français (1889-1940), sous la direction de Jean Jolly, PUF, 1960 [détail de l’édition]